# Coris dorsomacula
Coris dorsomacula är en fiskart som beskrevs av Fowler, 1908. Coris dorsomacula ingår i släktet Coris och familjen läppfiskar. IUCN kategoriserar arten globalt som livskraftig. Inga underarter finns listade i Catalogue of Life.